# Discographie de Shy'm
Shy'm est l’interprète de 7 albums studio, une compilations, et a publié 44 singles. Elle a vendu plus de deux millions de disques depuis le début de sa carrière.
Elle fait ses premiers pas de chanteuse en 2005 en présence de K. Maro sur la chanson Histoire de luv' et sort son premier single en 2006, Femme de couleur, extrait de son premier album, Mes fantaisies au style R'n'B avec des thèmes abordant l'amour, l'espoir et la beauté,,. Ce premier disque connait un succès commercial important, avec plus de 300 000 ventes en France où il est certifié disque de platine.
Après un second album R'n'B, Reflets, sorti en 2008, au succès plus modéré avec près de 150 000 ventes en France, la chanteuse amorce un changement pour des sonorités plus pop et dance avec ses deux albums suivants : Prendre l'air (2010), certifié triple disque de platine pour plus de 350 000 exemplaires et Caméléon (2012), certifié double disque de platine. 
Elle s’essaye ensuite aux sonorités rock sur son cinquième album, Solitaire (2014), certifié disque de platine avec 150 000 exemplaires. Afin de marquer ses 10 ans de carrière, elle sort en octobre 2015, son premier Best of, À nos dix ans, certifié disque d'or avec près de 70 000 ventes en France puis livre un album éclectique en 2017, Héros.
Les six premiers albums ont été produits par K. Maro. Ils sont composés par ce dernier et Louis Côté. Lors du quatrième album, le duo SoFLY et Nius et Tiery-F participe à l'écriture de quelques chansons,.
La chanteuse effectue ensuite un retour aux sources en 2019 avec des sonorités plus urbaines sur l'album Agapé. Elle obtient la même année un single d'or pour son duo avec le rappeur Lorenzo sur le titre Nous deux.

## Albums
| Année | Album                   | Classements | Classements | Classements | Classements | Certification | Ventes  |
| Année | Album                   | FR          | BEL/Wa      | SUI         | SUI/Rom     | Certification | Ventes  |
| ----- | ----------------------- | ----------- | ----------- | ----------- | ----------- | ------------- | ------- |
| 2006  | Mes fantaisies          | 6           | 19          | 49          | —           | : Platine     | 300 000 |
| 2008  | Reflets                 | 4           | 13          | 55          | —           | -             | 150 000 |
| 2010  | Prendre l'air           | 6           | 29          | 78          | 19          | : 3 × Platine | 350 000 |
| 2012  | Caméléon                | 1           | 3           | 26          | 4           | : 2 × Platine | 330 000 |
| 2014  | Solitaire               | 8           | 17          | 30          | 6           | : Platine     | 150 000 |
| 2015  | À nos dix ans (Best of) | 3           | 7           | 43          | 10          | : Or          | 70 000  |
| 2017  | Héros                   | 6           | 9           | 59          | 8           | —             | 30 000  |
| 2019  | Agapé                   | 12          | 26          | 93          | 21          | —             | 15 000  |

### Coffrets
| Année | Coffret                        | Album contenu                            | Classement | Classement | Ventes |
| Année | Coffret                        | Album contenu                            | FR         | BEL/Wa     | Ventes |
| ----- | ------------------------------ | ---------------------------------------- | ---------- | ---------- | ------ |
| 2012  | L'intégrale                    | Mes fantaisies + Reflets + Prendre l'air | 65         | 42         |        |
| 2012  | Prendre l'air / Mes fantaisies | Mes fantaisies + Prendre l'air           | —          | —          |        |
| 2013  | Caméléon, Coffret 2CD          | Caméléon + Prendre l'air                 | —          | —          |        |
| 2016  | Le Coffret Best Of             | À nos dix ans + Solitaire                | —          | —          |        |
| 2018  | Héros Solitaire                | Héros + Solitaire                        | —          | —          |        |

## Singles
| Année | Single                                 | Classements | Classements | Classements | Classements | Classements | Classements | Classements | Classements | Certification | Album              |
| Année | Single                                 | FR Ventes   | FR Télech.  | FR Stream   | BEL/Wa      | SUI         | QUE         | FIN         | CAN         | Certification | Album              |
| ----- | -------------------------------------- | ----------- | ----------- | ----------- | ----------- | ----------- | ----------- | ----------- | ----------- | ------------- | ------------------ |
| 2005  | Histoire de luv' (K. Maro feat. Shy'm) | 6           |             |             | 11          | 15          | 24          | 4           | —           | : Argent      | Million Dollar Boy |
| 2006  | Femme de couleur                       | 5           | 9           |             | 6           | 30          | —           | —           | —           |               | Mes fantaisies     |
| 2006  | Victoire                               | 4           | 7           |             | 4           | 34          | 7           | —           | —           |               | Mes fantaisies     |
| 2007  | T'es parti                             | —           | 12          |             | —           | —           | —           | —           | —           |               | Mes fantaisies     |
| 2007  | Oublie-moi                             | 14          | 16          |             | —           | —           | —           | —           | —           |               | Mes fantaisies     |
| 2007  | Rêves d’enfants                        | —           | 19          |             | —           | —           | —           | —           | —           |               | Mes fantaisies     |
| 2008  | La première fois                       | —           | 15          |             | 15          | —           | 10          | —           | —           |               | Reflets            |
| 2008  | Si tu savais                           | 2           | 19          |             | 40          | 91          | 17          | —           | —           |               | Reflets            |
| 2009  | Step Back (feat. Odessa Thornhill)     | —           | —           |             | —           | —           | —           | —           | —           |               | Reflets            |
| 2010  | Je sais                                | 70          | 3           |             | 25          | 68          | 12          | —           | —           |               | Prendre l'air      |
| 2010  | Je suis moi                            | 127         | 23          |             | —           | —           | —           | —           | —           |               | Prendre l'air      |
| 2011  | Prendre l'air                          | 21          | 19          |             | —           | —           | 22          | —           | —           |               | Prendre l'air      |
| 2011  | Tourne                                 | 35          | 33          |             | —           | —           | 26          | —           | —           |               | Prendre l'air      |
| 2011  | En apesanteur                          | 32          | 32          |             | 28          | —           | —           | —           | —           |               | Prendre l'air      |
| 2012  | Veiller tard                           | 155         | 155         |             | —           | —           | —           | —           | —           |               | Génération Goldman |
| 2012  | Et alors !                             | 2           | 1           |             | 4           | 58          | 3           | —           | 92          | : Or          | Caméléon           |
| 2012  | On se fout de nous                     | 24          | 24          |             | 13          | —           | 1           | —           | —           |               | Caméléon           |
| 2012  | Et si...                               | 51          | 51          |             | —           | —           | —           | —           | —           |               | Caméléon           |
| 2012  | White Christmas (feat. Michael Bublé)  | 170         | 170         |             | —           | —           | —           | —           | —           |               | Caméléon           |
| 2014  | La Malice                              | 25          | 25          |             | 34          | —           | —           | —           | —           |               | Solitaire          |
| 2014  | L'effet de serre                       | 29          | 29          |             | 43          | —           | —           | —           | —           |               | Solitaire          |
| 2015  | On s'en va                             | 174         | 174         |             | —           | —           | —           | —           | —           |               | Solitaire          |
| 2015  | Silhouettes                            | —           | —           |             | —           | —           | —           | —           | —           |               | Solitaire          |
| 2015  | Il faut vivre                          | 128         | 128         |             | —           | —           | —           | —           | —           |               | À nos dix ans      |
| 2015  | Tandem                                 | 171         | 171         |             | —           | —           | —           | —           | —           |               | À nos dix ans      |
| 2016  | Vivre ou survivre                      | 90          | 90          |             | —           | —           | —           | —           | —           |               | Balavoine(s)       |
| 2017  | Mayday (feat. Kid Ink)                 | 42          | 42          | —           | —           | —           | —           | —           | —           |               | Héros              |
| 2017  | Si tu m’aimes encore                   | 34          | 34          | —           | —           | —           | —           | —           | —           |               | Héros              |
| 2018  | Madinina                               | —           | —           | —           | —           | —           | —           | —           | —           |               | Héros              |
| 2018  | La go                                  | 180         | 180         | —           | —           | —           | —           | —           | —           |               | Agapé              |
| 2019  | Absolem (feat. Youssoupha et Kemmler)  | 69          | 69          | —           | —           | —           | —           | —           | —           |               | Agapé              |
| 2019  | Puerto Rico (feat. Vegedream)          | 55          | 55          | —           | —           | —           | —           | —           | —           |               | Agapé              |
| 2019  | Amiants (feat. Jok'Air)                | 42          | 42          | —           | —           | —           | —           | —           | —           |               | Agapé              |
| 2019  | Olé Olé (feat. Kayna Samet et Chilla)  | —           | —           | —           | —           | —           | —           | —           | —           |               | Agapé              |
| 2019  | Sourire (feat. L'Algérino)             | —           | —           | —           | —           | —           | —           | —           | —           |               | Agapé              |
| 2019  | Nous deux (Lorenzo feat Shy’m)         | 94          | 94          | 33          | —           | —           | —           | —           | —           | : Or          | Sex in the City    |
| 2020  | Boy                                    | 39          | 39          | —           | —           | —           | —           | —           | —           |               | Jour 222           |
| 2020  | Ensemble                               | 71          | 71          | —           | —           | —           | —           | —           | —           |               | Jour 222           |
| 2021  | Tadada Tututu                          |             |             | —           | —           | —           | —           | —           | —           |               | N/A                |
| 2021  | Sunset Pyromane                        |             |             | —           | —           | —           | —           | —           | —           |               | N/A                |
| 2022  | Elle danse encore                      |             |             | —           | —           | —           | —           | —           | —           |               | N/A                |
| 2023  | Givré (Vartang feat Shy’m)             |             |             | —           | —           | —           | —           | —           | —           |               | N/A                |

## Collaborations
- 2011 : Les jours heureux issu de l’album Duos de mes chansons de (Gérard Lenorman)
- 2019 : Simple et funky issu de l’album de reprise Back dans les bacs
- 2024 : Nirvana issu de l’album Café Crève de (Brav)
- 2024 : Femme Like U - 20e anniversary Tribute (K-Maro feat. Shy'm)

## Singles de groupe
| Année | Single                 | Classements | Classements | Classements | Classements | Album                           |
| Année | Single                 | FR Ventes   | BEL/Wa      | SUI         | SUI (ROM)   | Album                           |
| ----- | ---------------------- | ----------- | ----------- | ----------- | ----------- | ------------------------------- |
| 2011  | Des ricochets          | 5           | 25          | —           | —           | Paris Africa                    |
| 2012  | Encore un autre hiver  | 10          | 4           | 63          | 12          | Le Bal des Enfoirés             |
| 2012  | Famille                | —           | —           | —           | 7           | Génération Goldman              |
| 2012  | Attention au départ    | 5           | 3           | 49          | 5           | La Boîte à musique des Enfoirés |
| 2014  | La Chanson du bénévole | 22          | 14          | —           | —           | Bon anniversaire les Enfoirés   |
| 2014  | Kiss and Love          | 45          | 25          | —           | —           | Sidaction                       |
| 2016  | Liberté                | 34          | —           | —           | —           | Au rendez-vous des Enfoirés     |
| 2018  | Sa raison d’être       | —           | —           | —           | —           | Collectif Sida Action           |
| 2024  | Jusqu'au dernier       | 152         | 46          | —           | —           | On a 35 ans !                   |

## Participations
- 2011 : Album Libres de chanter pour Paroles de Femmes
- 2012 : Le Bal des Enfoirés

1. Elle me dit
2. Je suis un rigolo
3. Poker Face avec Garou (Medley)
4. Le monde est tellement con avec Jean-Baptiste Maunier (Medley)

- 2012 : Génération Goldman

1. Famille
2. Veiller tard

- 2013 : La Boîte à musique des Enfoirés

1. New York avec toi / Faut que j'me tire ailleurs
2. Attention au départ
3. Ai se eu te pego avec Christophe Maé (Medley)
4. Rien que de l'eau avec Lorie (Meldey)

- 2014 : Bon anniversaire les Enfoirés

1. Attention au départ (Collectif)
2. Allô Maman bobo (Medley)
3. J'ai rencontré l'homme de ma vie avec Christophe Willem (Medley)
4. Mise au point avec Christophe Willem (Medley)
5. Boum (Medley)
6. Johnny reviens avec Dany Boon et Jean-Baptiste Maunier (Medley)
7. Désolé avec MC Solaar (Medley)
8. La Marseillaise (Collectif)

- 2016 : Au rendez-vous des Enfoirés

1. Clown avec Christophe Maé, Mimie Mathy et Tal
2. Avenir avec Jenifer
3. Le jerk avec Michaël Youn, Michèle Laroque et Grégoire
4. Liberté (Collectif)

- 2017 : Les Kids United fêtent Noël

1. Jingle Bell Rock
2. All I Want For Christmas Is You (collectif)

- 2024 : On a 35 ans !

1. Jusqu’au dernier (Ycare & Patrick Bruel) : Les Enfoirés
2. Popcorn salé (Santa) : Christophe Willem, Patrick Fiori, Jérémy Frérot, Julien Clerc, Shy'M, Joyce Jonathan, Anne Sila, Zaz, Sofia Essaïdi
3. Ta marinière (Hoshi) : Nolwenn Leroy, Claudia Tagbo, Shy'M, Michèle Laroque
4. Flowers (Miley Cyrus) : Zaz, Claire Keim, Santa, Vitaa, Nolwenn Leroy, Anne Sila, Shy'M, Mentissa, Philippine Lavrey
5. Une histoire d'amour (Mireille Mathieu) : Sofia Essaïdi, Mentissa, Jenifer, Shy'M

## DVD

### Clips vidéo
| Titre                                  | Année | Album              | Réalisation                         | Nombre de vues | Notes[réf. nécessaire]                  |
| -------------------------------------- | ----- | ------------------ | ----------------------------------- | -------------- | --------------------------------------- |
| Histoire de luv' (featuring K. Maro)   | 2005  | Million Dollar Boy | Inconnu                             | 10 M           | Tourné au Canada                        |
| Femme de couleur                       | 2006  | Mes fantaisies     | Inconnu                             | 11 M           | Tourné en Guadeloupe                    |
| Victoire                               | 2006  | Mes fantaisies     | Anthony Lamond                      | 21 M           |                                         |
| T'es parti                             | 2007  | Mes fantaisies     | Inconnu                             | 9,2 M          |                                         |
| Oublie-moi                             | 2007  | Mes fantaisies     | Inconnu                             | 16 M           |                                         |
| La Première Fois                       | 2008  | Reflets            | Inconnu                             | 8 M            |                                         |
| Si tu savais                           | 2008  | Reflets            | Inconnu                             | 20 M           | Tourné à Paris                          |
| Step Back (featuring Odessa Thornhill) | 2009  | Reflets            | Jean-Luc Della Montagna             | Non posté      | Tourné à Montréal                       |
| Je sais                                | 2010  | Prendre l'air      | Jean-Luc Della Montagna             | 38 M           | Tourné à Los Angeles                    |
| Je suis moi                            | 2010  | Prendre l'air      | Inconnu                             | 16 M           |                                         |
| Prendre l'air                          | 2011  | Prendre l'air      | Nathalie Lucas                      | 17 M           | Tourné en Espagne                       |
| Tourne                                 | 2011  | Prendre l'air      | Inconnu                             | 11 M           | Tourné à New York                       |
| En apesanteur                          | 2011  | Prendre l'air      | Inconnu                             | 8,3 M          | Tourné à Paris                          |
| #Shimisoldiers                         | 2012  | Caméléon           | Fatbros Production                  | 489K           | Images issu du Shimi Tour               |
| Et alors !                             | 2012  | Caméléon           | Inconnu                             | 50 M           | Tourné à Paris                          |
| On se fout de nous                     | 2012  | Caméléon           | Inconnu                             | 16 M           |                                         |
| Et si...                               | 2012  | Caméléon           | Inconnu                             | 8,9 M          |                                         |
| Caméléon                               | 2013  | Caméléon           | Fatbros Production                  | 1,1 M          | Images issu du Shimi Tour               |
| Save My Way                            | 2014  | Solitaire          | Stéphane Vallée                     | 163K           | Issu du court-métrage "La Nuit"         |
| La Malice                              | 2014  | Solitaire          | Tamara Marthe                       | 10 M           | Tourné en Afrique du Sud                |
| L'effet de serre                       | 2014  | Solitaire          | Roy Raz                             | 7,6 M          | Tourné à Tel Aviv                       |
| On s'en va                             | 2015  | Solitaire          | Julien Seri                         | 3,2 M          | Tourné à La Nouvelle-Orléans            |
| Silhouettes                            | 2015  | Solitaire          | Frederic Alenda                     | 1,9 M          | Tournée à Lille lors du Paradoxale Tour |
| Il faut vivre                          | 2015  | À nos dix ans      | Darius Salimi                       | 2,5 M          | Tourné à Goussainville                  |
| Tandem                                 | 2015  | À nos dix ans      | Darius Salimi                       | 1,6 M          | Tourné à Paris                          |
| Medicine                               | 2015  | —                  | Charles Baldassarra                 | 2,9 M          | Tourné à Paris                          |
| Mayday (featuring Kid Ink)             | 2017  | Héros              | Miles Cable                         | 2,7 M          | Tourné à Los Angeles                    |
| Si tu m’aimes encore                   | 2017  | Héros              | Charles Baldassara                  | 18 M           | Suite du clip Medicine                  |
| Madinina                               | 2018  | Héros              | Biggie                              | 3,5 M          | Le clip a été tourné en Martinique      |
| Absolem                                | 2019  | Agapé              | Nicolas Jouanneau Dario             | 2,4 M          | Studios LAMY à Laucourt                 |
| Puerto Rico                            | 2019  | Agapé              | Rosalia Kin                         | 3,8 M          |                                         |
| Amiants                                | 2019  | Agapé              | Rosalia Kin                         | 4,2 M          |                                         |
| Olé Olé                                | 2019  | Agapé              | SJD                                 | 1,4 M          | Studio de l’Olivier à Paris             |
| Sourire                                | 2019  | Agapé              | Baptiste Cornu                      | 612K           | Images issu du Agapé Tour               |
| Nous Deux                              | 2019  | Sex in the City    | Yro                                 | 20 M           | Single issu de l’album de Lorenzo       |
| Boy                                    | 2020  | Jour 222           | Gauillaume Doubet                   | 1,3 M          | Tourné à Paris                          |
| Ensemble                               | 2020  | Jour 222           | Merick et Gohu                      | 1,6 M          | Tourné à Saint-Cyr-l'École              |
| Tadada Tududu                          | 2021  | N/A                | TKSH                                | 686K           | Aérodrome de Melun Villaroche           |
| Elle danse encore                      | 2022  | N/A                | Adrien Di Russo et Vincent Dominici | 1,7 M          | Tourné à Nice                           |